# とかげ座9番星
とかげ座9番星（とかげざ9ばんせい、9 Lacertae）は、北天のとかげ座の方角、太陽から172光年離れた位置にある一重星である。視等級は4.64で、裸眼で見ることができる。日心視線速度+10 km/sで地球から遠ざかっている。
スペクトル分類A9VkA7mA6のA型主系列星である。年齢は5億1300万歳で、105 km/sと速い投影速度で自転している。質量は1.59太陽質量、大きさは2.1太陽半径と推定される。太陽光度の34.6倍の放射があり、光球の有効温度は7,614 Kである。